# 3573 Holmberg
3573 Holmberg este un asteroid din centura principală, descoperit pe 16 august 1982 de Kjell Olofsson.